# 層孔蟲
層孔蟲（Stromatoporoids）是一類古老的海生無脊椎動物，生存於寒武紀至白堊紀，在志留紀及泥盆紀最為繁盛，常形成礁體，石炭紀至三疊紀無化石記錄，中生代僅有少數代表，現已完全滅絕。於1826年首次被命名和描述。曾被認為是藻類、有孔蟲、海綿、古杯、水螅、苔蘚蟲等，現在被視為多孔動物門下的一綱。牠們是重要的指準化石，可以藉其判斷該地層過去的沉積環境。

## 分布
層孔蟲化石的地理分佈甚廣，在世界各地志留紀、泥盆紀的碳酸鹽沉積地層中幾乎都有牠們的代表。中國的層孔蟲化石很多，常見的屬包括拉貝希層孔蟲（Labechia）和方格層孔蟲（Clathrodictyon）等。珠穆朗瑪峰的侏羅紀中發現有準放射層孔蟲（Actinostromina）等。在日本則多產於侏羅紀的鳥巢石灰岩上。

## 特徵
其化石為粒狀或纖維狀，僅發現由碳酸鈣組成之塊狀或層狀群體之骨骼化石，未發現動物體。骨骼由石灰質組成，外形變化很大，有半球狀、塊狀、分枝狀、薄層狀、圓柱狀等，最小直徑僅數毫米，最大則可達數米以上，由同心層狀排列的鈣質細層和與之垂直的支柱構成，常相互垂直，形如網格。細層平直、彎曲或褶皺，支柱限於細層之間或穿過細層，有時細層及支柱發育不完整而形成不規則的網格狀。細層及支柱均是堅實的或穿有細孔。此外，內部還有厚層、蟲室、假蟲管等構造。層孔蟲的微細構造在分類上十分重要，現已劃分出14種類型。有的層孔蟲外形為圓柱狀，中央具有空心的軸管，管內可具橫板，管的周圍被細層和支柱或泡沫狀組織所圍繞，如常見於泥盆紀的雙孔層孔蟲（Amphipora）。硬體表面常有呈放射狀排列的星狀溝及刺、瘤、凹陷等。其本身可形成礁，也可和珊瑚及苔蘚蟲一起形成礁。

## 生活習性
全為海生，群體底棲、固著海底或附在其他物體上生長。通常生活在清澈溫暖、鹽度適中、陽光充足、水動力較強的淺海中，也有生活在潟湖或礁前較深水域中的。常和珊瑚、藻類等構成生物礁。

## 圖片

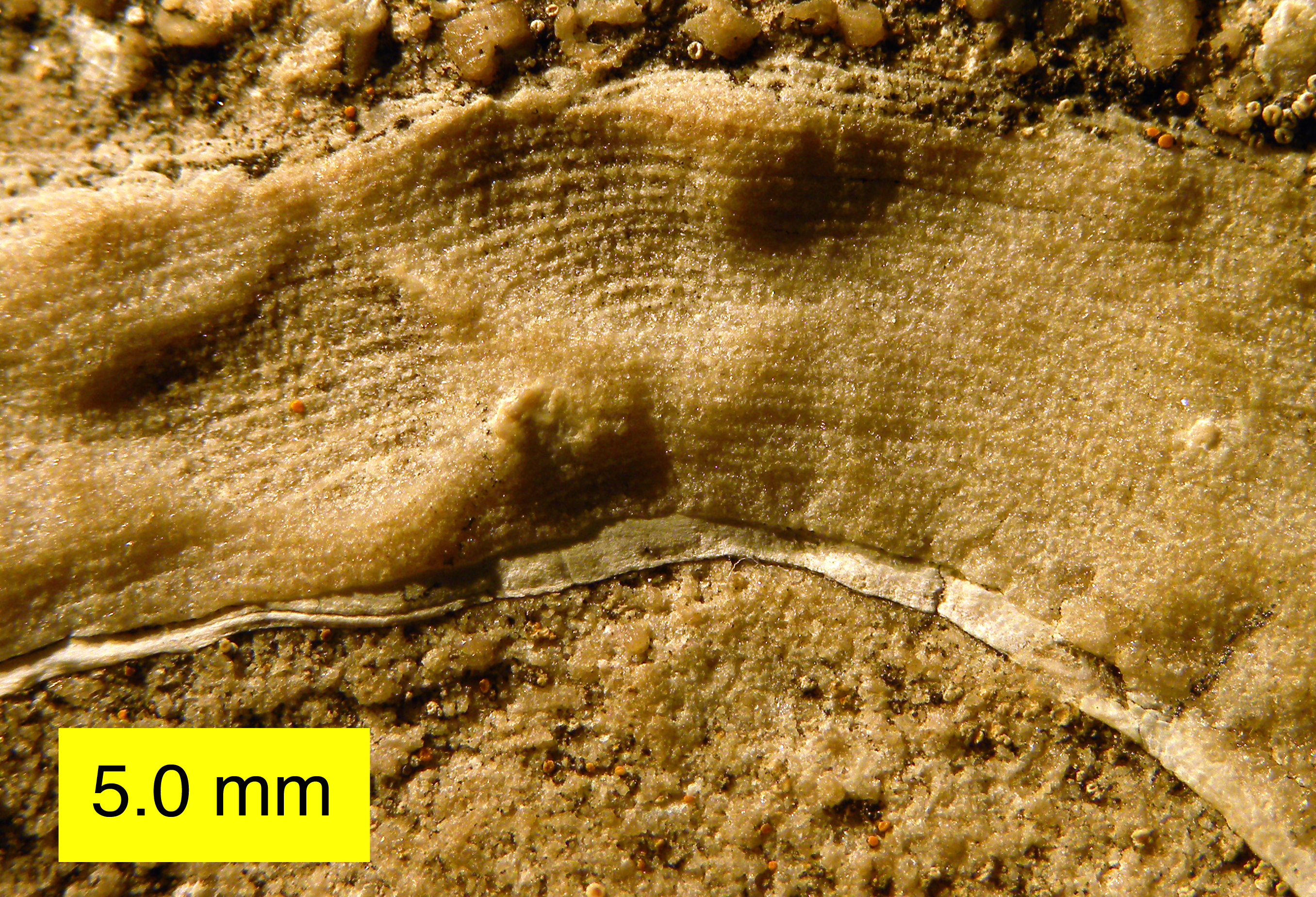
Side view of a stromatoporoid showing laminae and pillars; Columbus Limestone (Devonian) of Ohio.
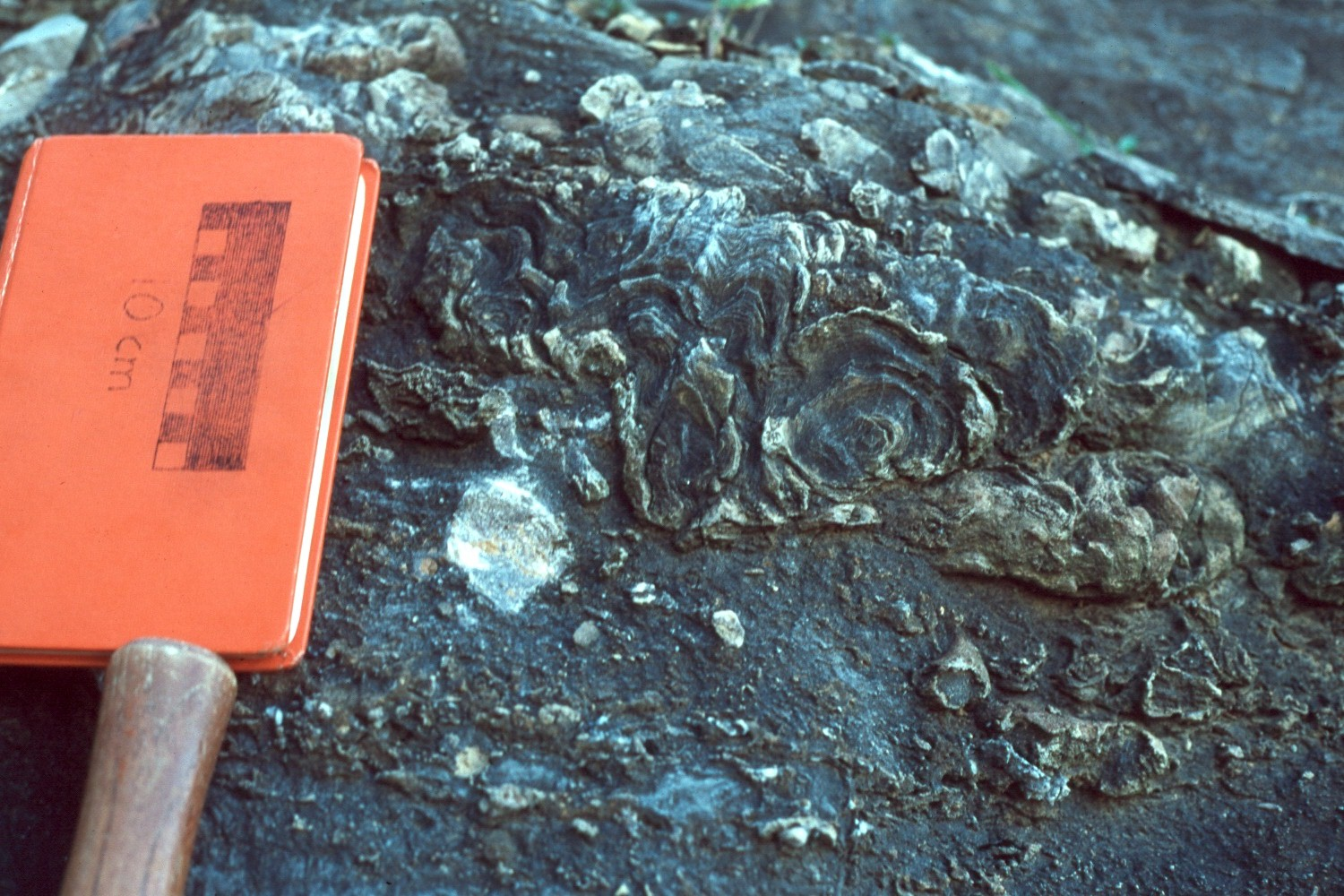
Stromatoporoids in the Devonian Keyser Formation, Pennsylvania.
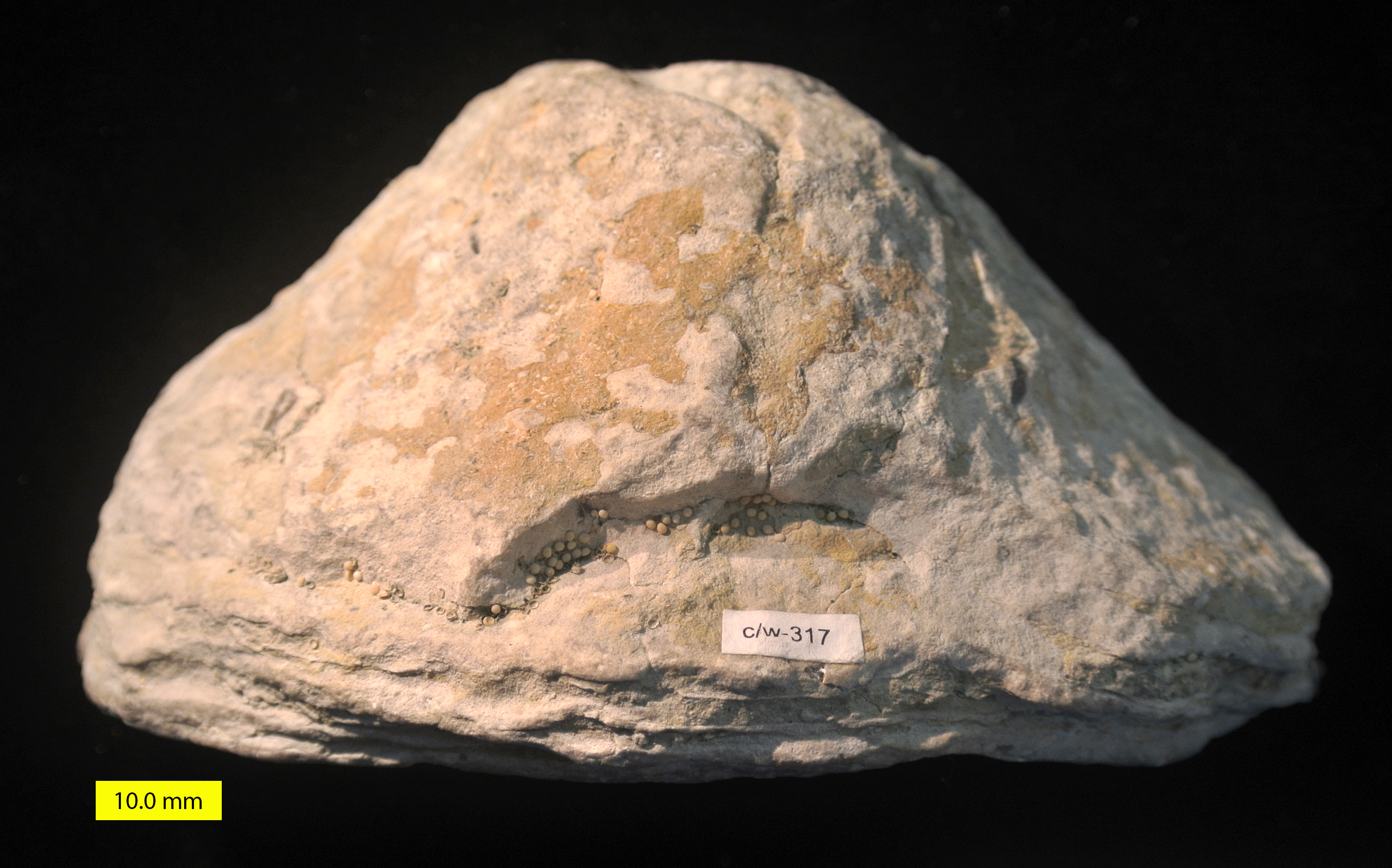
Densastroma pexisum, a stromatoporoid from the Silurian of Saaremaa Island, Estonia.
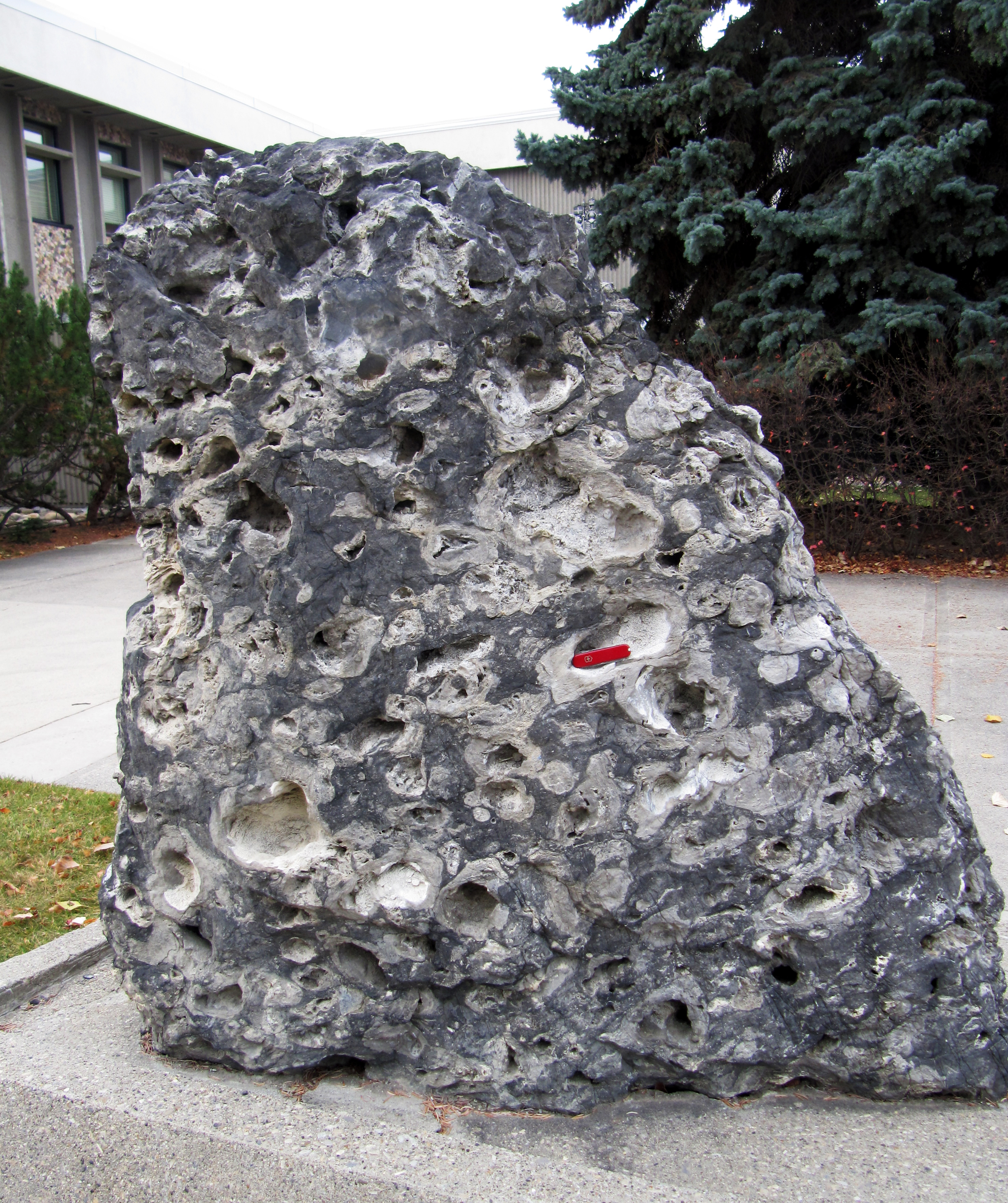
Stromatoporoid reef (Cairn Formation, Late Devonian) in Calgary, Alberta, Canada.

## 外部連結
- University of California, Berkeley, website on Stromatoporoidea （页面存档备份，存于）